# 量天尺属
量天尺属又名三角柱屬（学名：Hylocereus）是仙人掌科柱狀仙人掌亞科下的一个属。其中許多物種能結出可食用的水果，稱為火龍果，截至2013年7月，未能確認量天尺属是否真的一個獨立的屬。
2017年，一项分子系统发生学研究证实了较早的发现，量天尺属现在嵌套在蛇鞭柱属（）内，因此量天尺属的所有物种都转移到了蛇鞭柱属。量天尺属现在则成为了蛇鞭柱属（Selenicereus (Berger) Britton & Rose）的异名。

## 物种
本属包括以下物种：
- 哥斯达黎加量天尺 Hylocereus costaricensis
- Hylocereus hylocalycium
- 红肉火龙果 Hylocereus polyrhizus
- 壮刺量天尺 Hylocereus trigonus
- 量天尺 Hylocereus undatus